# Alphonse Aréola
Alphonse Aréola (Párizs, 1993. február 27. –) világbajnok francia labdarúgó, posztját tekintve kapus, a West Ham United játékosa. 
A Paris Saint-Germain akadémiáján nevelkedett, 2012-ben lett a felnőtt csapat tagja. Kölcsönben több francia csapatban is megfordult, így védett a Lens-ban és a Bastiában is. 620 perccel ő tartja a párizsi klubban a leghosszabb góltalansági rekordot. Spanyolországban volt a Villarreal és a Real Madrid hálóőre is, utóbbi csapattal spanyol bajnoki címet nyert a 2019-2020-as idényben.
Tagja volt a 2013-as U20-as világbajnokságon és a 2018-as világbajnokságon aranyérmes francia válogatottnak is.

## Pályafutása

### Klubcsapatokban
Aréola fiatal korában a Petits Anges és a INF Clairefontaine csapataiban ismerkedett a labdarúgás alapjaival, majd 2009-ben írta alá első profi szerződését a Paris Saint-Germainhez.
2013. május 18-án mutatkozott be a Paris Saint-Germain csapatában, Salvatore Sirigut váltotta a 63. percben a Stade Brest elleni bajnokin.
Ebben a szezonban még egy bajnokin kapott lehetősséget, a következő fordulóban a Lorient elleni mérkőzésen, azonban ezúttal őt kellett sérülés miatt lecserélni, Ronan Le Crom állt be a helyére a 61. percben.
2013. július 23-án a párizsiak kölcsönadták a másodosztályú RC Lens csapatának.
A következő szezonban ismét kölcsönben játszott, ezúttal a SC Bastia csapatában töltötte a szezont. Április 11-én nevelőklubja ellen játszott a ligakupa döntőjében, de azt 4-0-ra elbukták.
2015. június 15-én csatlakozott a spanyol Villarreal együtteséhez, ismét kölcsönbe.

### A válogatottban
Annak ellenére, hogy felmenői jogán akár a Fülöp-szigeteki válogatottban is játszhatna, utánpótlás korától kezdve minden korosztályban Franciaországot képviselte.
Tagja volt a 2013-as U20-as vb-győztes francia válogatottnak. Pályára lépett a 2010-es U17-es labdarúgó-Európa-bajnokságon, a 2012-es U19-es labdarúgó-Európa-bajnokságon és a 2015-ös U21-es labdarúgó-Európa-bajnokságon.
2015. október 1-jén hívta meg először Didier Deschamps szövetségi kapitány a felnőtt keretbe az Örményország és a Dánia elleni felkészülési mérkőzésekre. A 2016-os labdarúgó-Európa-bajnokságra nem sikerült kerettagnak lennie. 2018. május 17-én bekerült a győztes keretbe, mint harmadszámú kapus a 2018-as labdarúgó-világbajnokságon. Ezzel ő lett 1986 után az első játékos az argentin Héctor Zelada után, aki magasba emelhette a világbajnoki trófeát annak ellenére, hogy akkoriban nem volt bajnoki címe klubcsapattal. 2024. május 16-án bekerült a 2024-es labdarúgó-Európa-bajnokságra utazó 25 fős keretbe.

## Sikerei, díjai

### Klub
Paris Saint-Germain
- Francia bajnok: 2012-13, 2017–18, 2018–19, 2019–20
- Francia labdarúgókupa győztes: 2016-17, 2017–18
- Francia labdarúgó-ligakupa győztes: 2016-17, 2017–18
- Francia labdarúgó-szuperkupa győztes: 2016, 2017, 2019

Real Madrid
- Spanyol bajnok: 2019–20
- Spanyol labdarúgó-szuperkupa győztes: 2020

West Ham United
- UEFA Konferencia Liga győztes: 2022–2023[16]

### Válogatott
Franciaország U20
- Világbajnok: 2013

Franciaország
- Világbajnokság győztes:2018

## Statisztikái

### Klubcsapatokban
2024. május 11-én lett frissítve.
| Klub                         | Szezon         | Bajnokság      | Bajnokság | Bajnokság | Kupa | Kupa  | Ligakupa | Ligakupa | Nemzetközi | Nemzetközi | Egyéb | Egyéb | Összesen | Összesen |
| Klub                         | Szezon         | Osztály        | P.        | Gólok     | P.   | Gólok | P.       | Gólok    | P.         | Gólok      | P.    | Gólok | P.       | Gólok    |
| ---------------------------- | -------------- | -------------- | --------- | --------- | ---- | ----- | -------- | -------- | ---------- | ---------- | ----- | ----- | -------- | -------- |
| Paris Saint-Germain          | 2012–2013      | Ligue 1        | 2         | 0         | 0    | 0     | 0        | 0        | 0          | 0          | —     | —     | 2        | 0        |
| Paris Saint-Germain          | 2016–2017      | Ligue 1        | 15        | 0         | 5    | 0     | 1        | 0        | 6          | 0          | 0     | 0     | 27       | 0        |
| Paris Saint-Germain          | 2017–2018      | Ligue 1        | 34        | 0         | 0    | 0     | 0        | 0        | 8          | 0          | 1     | 0     | 43       | 0        |
| Paris Saint-Germain          | 2018–2019      | Ligue 1        | 21        | 0         | 5    | 0     | 2        | 0        | 3          | 0          | 0     | 0     | 31       | 0        |
| Paris Saint-Germain          | 2019–2020      | Ligue 1        | 3         | 0         | 0    | 0     | 0        | 0        | 0          | 0          | 1     | 0     | 4        | 0        |
| Paris Saint-Germain          | Összesen       | Összesen       | 75        | 0         | 10   | 0     | 3        | 0        | 17         | 0          | 2     | 0     | 107      | 0        |
| Lens (kölcsönben)            | 2013–2014      | Ligue 2        | 35        | 0         | 1    | 0     | 0        | 0        | —          | —          | —     | —     | 36       | 0        |
| Bastia (kölcsönben)          | 2014–2015      | Ligue 1        | 35        | 0         | 1    | 0     | 3        | 0        | —          | —          | —     | —     | 39       | 0        |
| Villarreal (kölcsönben)      | 2015–2016      | La Liga        | 32        | 0         | 0    | 0     | —        | —        | 5          | 0          | —     | —     | 37       | 0        |
| Real Madrid (kölcsönben)     | 2019–2020      | La Liga        | 4         | 0         | 3    | 0     | —        | —        | 2          | 0          | 0     | 0     | 9        | 0        |
| Fulham (kölcsönben)          | 2020–2021      | Premier League | 36        | 0         | 0    | 0     | 1        | 0        | —          | —          | —     | —     | 37       | 0        |
| West Ham United (kölcsönben) | 2021–2022      | Premier League | 1         | 0         | 3    | 0     | 3        | 0        | 11         | 0          | —     | —     | 18       | 0        |
| West Ham United              | 2022–2023      | Premier League | 5         | 0         | 2    | 0     | 1        | 0        | 15         | 0          | —     | —     | 23       | 0        |
| West Ham United              | 2023–2024      | Premier League | 30        | 0         | 0    | 0     | 1        | 0        | 1          | 0          | —     | —     | 32       | 0        |
| West Ham United              | Összesen       | Összesen       | 36        | 0         | 5    | 0     | 5        | 0        | 27         | 0          | —     | —     | 73       | 0        |
| Teljes karrier               | Teljes karrier | Teljes karrier | 310       | 0         | 20   | 0     | 12       | 0        | 50         | 0          | 3     | 0     | 395      | 0        |

### A válogatottban
2022. szeptember 25-én lett frissítve.
| Franciaország |       |       |
| Év            | Mérk. | Gólok |
| 2018          | 2     | 0     |
| 2019          | 1     | 0     |
| 2022          | 2     | 0     |
| Összesen      | 5     | 0     |